# 程春田
程春田（1965年2月—），大连理工大学水利工程学院水电与水信息研究所教授，主要从事水利电力工程方面的研究工作。入选中华人民共和国教育部2009年度"长江学者"特聘教授、国家百千万人才工程，中国国家杰出青年基金获得者，享受国务院政府津贴。